# Klebš
Klebš (dříve také Klepš, Klebčín, německy Klebsch) je osada, součást obce Borovnička. Je její základní sídelní jednotkou.
V roce 1890 čítala osada 154 obyvatel, v roce 2013 pouze 15 obyvatel.

## Historie a původ názvu
Klebš leží jižně od samotné Borovničky, od které je oddělena podlouhlým zalesněným návrším. Osada vznikla v polovině 18. století, první doklad o ní je z roku 1785. Název vzešel zřejmě z českého osobního jména Klepeš.